# Clematis guadeloupae
Clematis guadeloupae är en ranunkelväxtart som beskrevs av Christiaan Hendrik Persoon. Clematis guadeloupae ingår i släktet klematisar, och familjen ranunkelväxter. Utöver nominatformen finns också underarten C. g. medusaea.